# フリースタイル (ラップ)
ラップにおけるフリースタイル (英: freestyle) とは即興でラップを行うスタイルを指す語である。元来は特定の主題や構造をあらかじめ決めない形でリリックを朗唱するものを指していたが、その後即席のラップを指す語として用いられるようになった。楽器を用いてビートを刻みながら行うこともあれば、使用しないこともある。ジャズなどの他の即興演奏ではリードする奏者が即興を行い、他のバンドメンバーがビートを作って合わせるが、ラップにおけるフリースタイルもこれに似た方式で行う。

## 初期の定義
How to Rap において、ビッグ・ダディ・ケインとマイカ9は、もともとフリースタイルは特定の主題なしにリリックを吐き出すものだったと述べている。ビッグ・ダディ・ケインは「80年代には、フリースタイルのラップを書くってのは、書くライムのスタイルがフリーだってことだったんだよ…基本、自分の自慢をするだけみたいなライムでさ 」と述べている。マイカ9は「その頃はフリースタイルってのはでたらめなものについてライムをかますってことで、なんか書いたり覚えたりするようなもんじゃなかったんだよね」と付け加えている。ディヴァイン・スタイラーは「オレがいた一派だと、フリースタイルってのはコンセプトなしに書くライムで…今だと即席で出てくるのがフリースタイルって呼ばれてるけど、オレが始めた頃はすごく違ってたんだ」と述べている。クール・モー・ディーも、自著There's A God On The Micで初期の定義に言及している。
フリースタイルには二種類あったんだよ。オールドスクールのフリースタイルってのは基本的に、とくに何を主題に書いたとかいうわけじゃなくて、しっちゃかめっちゃかに広がるようなライムのことでさ。それから、即席でやるフリースタイルってのが出てくるんだ。
オールドスクール・ヒップホップでは、クール・モー・ディーは即興のラップはフリースタイルではなく「カミング・オフ・ザ・トップ・オヴ・ザ・ヘッド」"coming off the top of the head"などと言われていたと述べている。ビッグ・ダディ・ケインは「即席のラップ、つまり書いて準備するんじゃなくてなんでも心に浮かんだことを言うようなのを指す時には、ただ「オフ・ザ・ドーム」"off the dome"って呼んでいたよ」と述べている。
この初期の定義、つまり特定の主題に基づかずに書くラップを指すフリースタイルについて、ビッグ・ダディ・ケインは「それがホントのフリースタイルってやつだよ」と述べ、クール・モー・ディーもこれが「本当の」のフリースタイルで、「マジにオールドスクールなフリースタイル」だと言っている。クール・モー・ディーはクール・G・ラップの "Men At Work" が「すごく良い例」で「ホンモノ」のフリースタイルだと評しており、さらにラキムの "Lyrics of Fury" も好例としてあげている。

## 新しい定義
1990年代初頭から、フリースタイル・フェローシップのようなグループやアーティストが即興のラップを普及させたことに伴い、「フリースタイル」はその場で即興で作るラップのリリックを指す言葉として広く用いられるようになった。このタイプのフリースタイルは、ケヴィン・フィッツジェラルドの2000年のドキュメンタリー映画『Freestyle: The Art of Rhyme』でとりあげられ、フリースタイルという言葉は即興ラップを指す語として多数のアーティストに用いられている。
クール・モー・ディーはこの言葉の使われ方の変化について、1980年代の中頃から末くらいのどこかの時点で起こったことだと示唆している。「1986年までは、フリースタイルってのはみんな書くものだったんだ」と述べ、「1990年代になるまでは、自分のリリックのすごさを示す以外にとくに目的も主体もないようなライムをどんだけ一生懸命考えつけるかってことだったんだ」と語っている。
マイカ9は、フリースタイル・フェローシップのせいでこの言葉の再定義が起こったと説明している。「オレがいっちょかみしたって言われているよね。オレとフリースタイル・フェローシップがフリースタイルが世に出るのに一役買ったって。フリースタイル・フェローシップを作って、フリースタイルが何なのかってことを定義しなおすことでさ…ジャズのソロみたいに即興でラップすることだって言って、フリースタイルの意味を変えたんだ」。
今日ではこの種のフリースタイルは非常に重きを置かれるものとなっているが、クール・モー・ディーによるとかつてはそうではなかった。クール・モー・ディーは「オールドスクールなアーティストはたいがい、今フリースタイルって呼ばれてるものを認めてなかったんだ」と回想し、さらにこう述べている。
即席でやるMCみたいなのってホント評価されてなくってさ。書けない時にだけMCはそういうことをするんだっていう考えがあったんだ。即席でライムするラッパーはあんまり厳しく批判されないよう、必ず言い訳を持ち合わせてなきゃならなかった。

## 即興フリースタイルの方法
ラッパーの多くが即興のフリースタイルを通してラップを身につけており、How to Rapで詳述されているように、練習手法としてよくフリースタイルで会話したり、ライムを使ったゲームで遊んだりしている。フリースタイルを行う理由はいろいろで、楽しみのためだったり、癒やしのためだったり、いろいろなラップの手法を開発するためだったり、自己アピールのためだったり、芸域を増やすためだったり、スピリチュアルな目的のためだったりする。即興のフリースタイルはライヴでも行われるが、これは観衆に対するおまけのサービスだったり、失敗を取り繕うためだったりする。フリースタイルが事前に書いたり暗記したりしたものではなく、即席で作ったものだということを証明するため、ラッパーはよく今いる場所の名前やそこにあるものにリリックで触れたり、何についてライムするかリクエストを受けたりする。
フリースタイルはア・カペラで行ったり、映画『Freestyle: The Art of Rhyme』でやっているようにヒューマンビートボックスにあわせたり、楽器による楽曲の演奏にあわせたりする。サイファーと呼ばれるグループで行ったり、「フリースタイルバトル」の一部として行うこともある。フリースタイルは即興で行うものであるため、拍子やリズムはふつうのラップよりも緩い。多くのアーティストは現在の状況や心境についてフリースタイルを行うが、つなぎとして使えるリリックやリズムのパターンを十分普段から持ち合わせていることも多い。フリースタイルはアルバムやミックステープを作るための作曲手法としても用いられる。

## フリースタイルの種類
2人以上のラッパーが即興のリリックを用いて戦うMCバトルがよく行われる。フリースタイルによるMCバトルはヒップホップ文化において大きな位置を占めているが、このような詩のコンテストは日本の俳諧や古代スカンディナヴィア、スコットランドなどで行われていた詩を用いた悪口合戦であるフライティングなど、古い歴史のあるものである。フリースタイルのMCバトルにおいては、それぞれのコンテスト参加者がクレバーなリリックや言葉遊びを用いて相手をディスり倒すことがゴールである。
サイファーはラッパー、ヒューマンビートボクサー、ブレイクダンサーの砕けた集まりで、丸くなってジャムセッションを行うが、この言葉で観衆を含んだフリースタイルバトルのグループを指すこともある。参加者はサイファーで「ヒップホップコミュニティで名声を得たり、ブチ壊したり」するもので、「サイファーに入って自分の物語をし、個性を示せば、より評価してもらえる可能性がある」。サイファーは、ヒップホップ文化において知識や技術を共有・伝承する場としても機能している。

## 日本語ラップにおける展開
2010年代半ば頃から、日本において即興ラップがテレビなどのメディアでとりあげられる機会が増えるようになり、フリースタイルのブームと言えるものが起こった。2012年からBSで放送された番組『BAZOOKA!!! 高校生RAP選手権』および2015年からテレビ朝日で放送された番組『フリースタイルダンジョン』により、フリースタイルラップがもとからのラップのファン層以外にも届くようになった。2017年頃からは日本語フリースタイルラップを扱った漫画も見られるようになり、陸井栄史『サウエとラップ〜自由形〜』などが刊行されている。